# Dillon, Montana
Dillon är administrativ huvudort i Beaverhead County i den amerikanska delstaten Montana. Orten grundades 1885 och döptes efter Sidney Dillon som var verkställande direktör för Utah & Northern Railway. Dillon är säte för University of Montana Western.

## Kända personer från Dillon
- Lloyd Meeds, politiker